# زاون ملیک-تانگیف
زاون ایوانی ملیک-تانگیف (ارمنی: Զավեն Իվանի Մելիք-Թանգիև؛ زاده ۲۰ اوت ۱۹۰۵ – درگذشته ۱۴ ژوئیهٔ ۱۹۶۶) – مهندس فناوری؛ مهندس ارشد اهل ارمنستان است.

## زندگی‌نامه
وی در ۲۰ اوت ۱۹۰۵ در شوشی به دنیا آمد و در سال ۱۹۳۰ از انستیتو مهندسی آذربایجان فارغ‌التحصیل شد. وی همچنین برندهٔ جوایزی همچون نشان لنین و نشان پرچم سرخ کار شد. وی از سال ۱۹۴۴ عضو حزب کمونیست اتحاد شوروی بود. وی در ۱۴ ژوئیهٔ ۱۹۶۶ در ۶۰ سن سالگی در باکو درگذشت. یکی از کشتی‌های ناوگان دریای خزر روسیه به نام وی نامگذاری شده‌است.